# Wiesław Rogala
Wiesław Henryk Rogala (ur. 6 kwietnia 1934 w Warszawie, zm. 22 czerwca 2020 w Warszawie), syn Czesława herbu Rogala i Heleny z Przeździeckich herbu Prus – jachtowy kapitan żeglugi wielkiej, członek Zarządu Głównego i sekretarz generalny Polskiego Związku Żeglarskiego, autor, działacz społeczny. Absolwent studium administracji i zarządzania Taylora w Londynie.

## Życiorys
W 1939 roku jako 5-letni chłopiec został zraniony odłamkiem podczas bombardowania. Podczas okupacji służył jako ministrant w kościele Ojców Franciszkanów na warszawskiej Starówce. Po wyzwoleniu wstąpił do sekcji żeglarskiej i geograficznej Young Men's Christian Association, gdzie zdobył stopnień sternika śródlądowego. Po likwidacji YMCA w 1951 roku przeszedł do klubu Ligi Morskiej i Rzecznej na Czerniakowie, gdzie rok później został prezesem. Uczestniczył w kursach i obozach żeglarskich jako kursant, potem jako instruktor, kierownik szkolenia i komendant.
Po 1953 roku wstąpił do Ligi Przyjaciół Żołnierza, ukończył też kurs rybaków dalekomorskich i odbył praktykę w tym zawodzie. W 1960 roku został wybrany przez Sejmik do Zarządu Polskiego Związku Żeglarskiego, gdzie objął funkcję Sekretarza Generalnego. Cały czas szkolił się i żeglował jako kapitan na "Generale Zaruskim", "Zewie Morza" i innych, po czym otrzymał patent kapitana motorowodnego, a następnie jachtowego kapitana żeglugi wielkiej. W 1960 roku został redaktorem naczelnym magazynu Żagle.

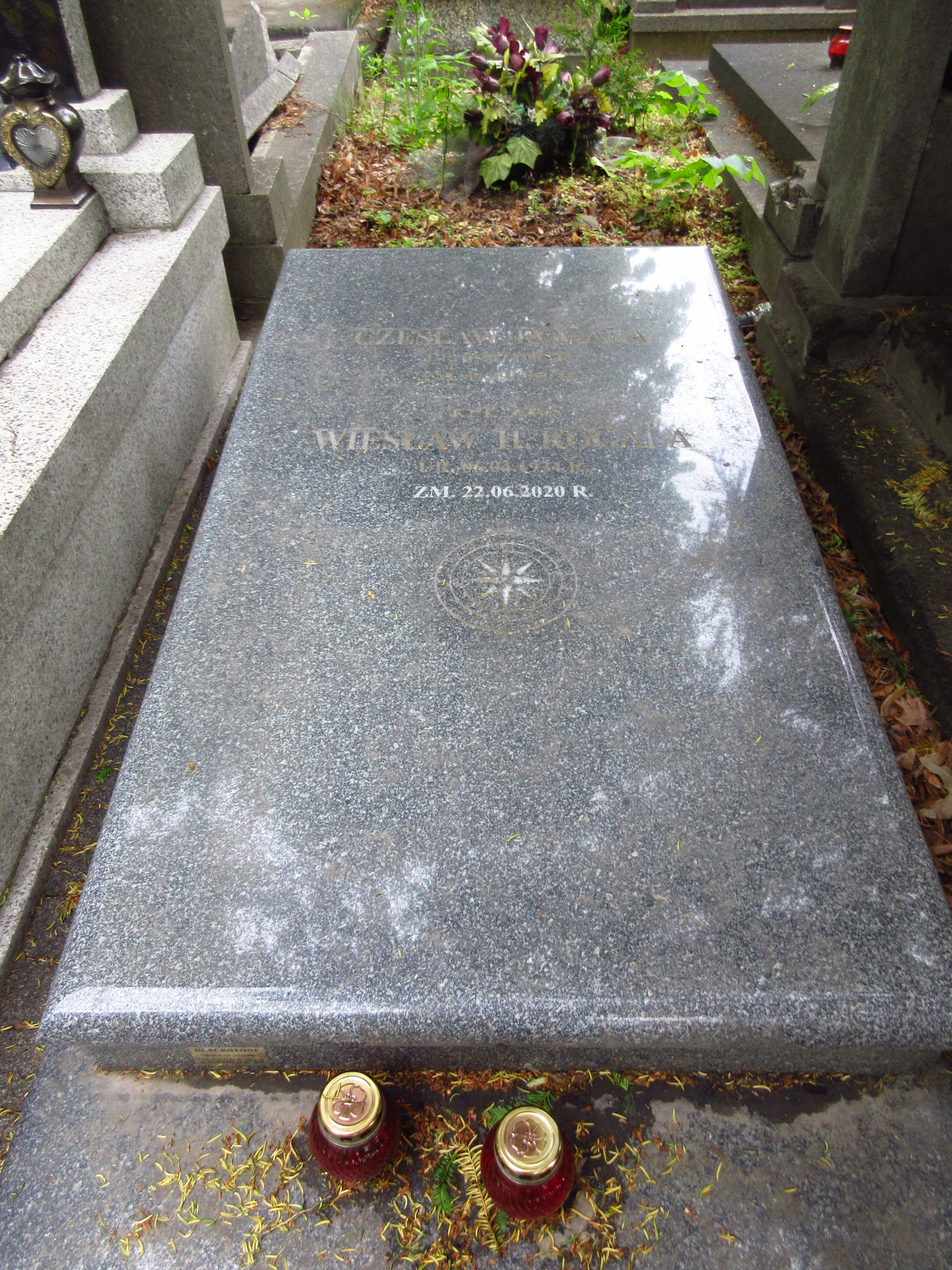
Grób Wiesława Rogali na Cmentarzu Bródnowskim.

Jako sekretarz generalny PZŻ reprezentował związek w organizacjach międzynarodowych, w 1962 r. został wybrany na członka Permanent Committee or IYRU (stały komitet międzynarodowego stowarzyszenia regatowego). W latach 1972–1977 był członkiem zarządu The Sail Training Association. W ramach swoich obowiązków w PZŻ angażował się w odbudowę basenu jachtowego w Gdyni, organizację pierwszych po wojnie regat międzynarodowych tj. Złotego Pucharu Finna, oraz pozyskiwanie środków na rzecz Centralnego Ośrodka Szkolenia Żeglarskiego w Trzebieży. Wiesław Rogala był animatorem, współorganizatorem i promotorem rejsów, które przeszły do historii polskiego i światowego żeglarstwa: Krzysztofa Baranowskiego, Teresy Remiszewskiej, Zbigniewa Pieńkawy, Zygfryda Perlickiego, Zbigniewa Puchalskiego, Henryka Jaskuły, Krystyny Chojnowskiej-Liskiewicz i innych. W czasie kadencji Rogali, Polski Związek Żeglarski stał się najliczniejszą w kraju organizacją o charakterze wszechstronnie wychowawczym, turystycznym i sportowym.
Współorganizował też międzynarodowe regaty o Puchar Cadeta, Horneta i Bojerowych Mistrzostw kl. XV. Pełnił funkcję Szefa Polskiej Reprezentacji Olimpijskiej w Kilonii w 1972 roku oraz towarzyszącej jej flotylli. W 1975 roku brał udział w przygotowaniu i nadzorował udział polskich jednostek szkolnych i jachtów w obchodach 200-lecia Stanów Zjednoczonych, uwieńczonych zdobyciem II miejsca w klasie "Jester" przez Kazimierza Jaworskiego w międzynarodowych oceanicznych regatach samotników OSTAR. 
W 1978 roku zrezygnował z działalności w PZŻ, ale nadal pozostał działaczem Yacht Klubu Polski, który w uznaniu jego dokonań przyznał mu tytuł członka honorowego.
W 1983 roku przyjął propozycję objęcia funkcji pierwszego oficera na luksusowym megajachcie "El Bravo III" pod banderą panamską, a potem został kapitanem tej jednostki. Przez cztery lata w okresach letnich nawigował po Morzu Śródziemnym, a potem na wodach Ameryki Południowej i Środkowej, głównie na Morzu Karaibskim, gdzie wzbudził życzliwe zainteresowanie Fidela Castro. W 1987 roku armator delegował Rogalę jako kapitana jachtu "El Bravo IV". Pochowany na cmentarzu Bródnowskim w Warszawie (kwatera 8L-1-2).

## Życie prywatne
Wiesław Rogala w 1960 roku poślubił Ewę Szelhauz (adwokatkę), z którą miał córkę Annę. Z drugą żoną, Elżbietą Danielewską (ginekolożką) miał syna Macieja Wiesława (biznesmen) oraz wnuki: Marię i Antoniego.

## Odznaczenia i nagrody
- Brązowy Krzyż Zasługi – 1966 r.,

- Srebrny Krzyż Zasługi – 1969 r.

- Krzyż Oficerski Orderu Odrodzenia Polski – 2001 r.

- Zasłużony Pracownik Morza – brązowy – 1962 r., złoty 1969 r.

- Zasłużony Działacz Żeglarstwa Polskiego – 1962 r.

- Medal "Za zasługi dla obronności kraju" – 1967 r.

- Odznaka „Zasłużony Działacz Kultury Fizycznej” – 1969 r.

- Medal 100-lecia Sportu Polskiego

- Odznaka Honorowa Gryfa Pomorskiego za wybitne zasługi dla województwa szczecińskiego

## Książka
Olimpijskie żagle współautor: Włodzimierz Głowacki